# Gutenbrunn (Gemeinde Waldhausen)
Gutenbrunn ist eine Ortschaft in der Marktgemeinde Waldhausen im Bezirk Zwettl in Niederösterreich.

## Geografie
Die Ortschaft befindet sich nordwestlich von Niedernondorf und ist über die Landesstraße L 8259 erreichbar. Sie liegt in einem „Knie“ der Sprögnitz und ist im Süden vom Zwettlberg (882 m) und im Norden vom Lämmerberg umgeben. Am 1. April 2020 wurden in Gutenbrunn 20 Adressen gezählt.

## Geschichte
Der Ort wurde schon 1292 mit 9 Häusern erwähnt, verödete aber in den nächsten 50 Jahren und wurde 1346 als öde genannt.
Der Franziszeische Kataster aus dem Jahr 1823 zeigt die Lage als unbewohnte Flur., 1829 wurde das Ortsgebiet neu besiedelt. Nach dem Umbruch 1848 kam der Ort als Teil der Katastralgemeinde Niederwaltenreith zur ehemaligen Ortsgemeinde Nieder-Nondorf und am 1. Jänner 1968 zur Gemeinde Waldhausen.